# Stavropegie Ekumenického patriarchátu na Ukrajině
Stavropegie Ekumenického patriarchátu na Ukrajině je stavropegie Konstantinopolského patriarchátu.

## Historie
Stavropegie byla zřízena rozhodnutím Svatého synodu Konstantinopolského patriarchátu dne 11. října 2018. Doslova šlo o zrušení právního závazku z roku 1686, kdy došlo k připojení Kyjevské metropolie k Moskevskému patriarchátu.
Dne 18. října 2018 byl stavropegii přidělen chrám svatého Ondřeje z Národní svatyně Sofie Kyjevská. Dne 28. listopadu 2018 Vláda Ukrajiny tento chrám právně převedla k trvalému užívání patriarchátu.
Právo na stavropegii a exarchát patriarchátu je uveden v tomosu o autokefalitě Pravoslavné církve Ukrajiny ze dne 5. ledna 2019.

## Seznam hlav stavropegie
- od 2019 Mychajil (Aniščenko)